# اولیک لوپده
اولیک لوپده (فرانسوی: Ulick Lupede‎؛ زادهٔ ۱ ژوئن ۱۹۸۴) بازیکن فوتبال اهل فرانسه است.

## باشگاهی
از باشگاه‌هایی که در آن بازی کرده‌است می‌توان به باشگاه فوتبال اسپورتینگ کوویلیا، باشگاه فوتبال ناوال، و باشگاه فوتبال لو مان اشاره کرد.

## تیم ملی
وی همچنین در تیم ملی فوتبال گوادلوپ بازی کرده‌است.